# Grid-tie инвертор

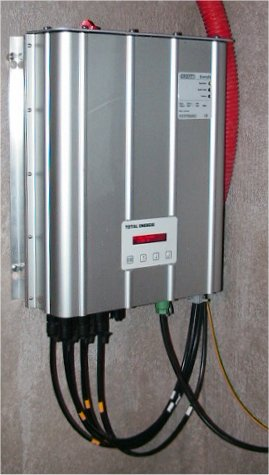
grid-tied инвертор для подачи энергии в сеть от солнечных панелей

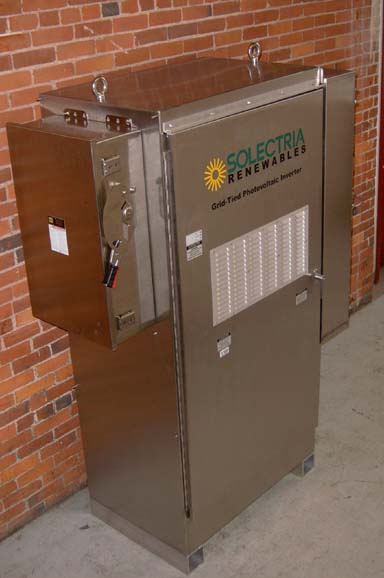
Трехфазный grid-tie инвертор для больших солнечных систем

Сетевой (Grid-tie) инвертор (в русском языке используется слово Зависимый или Ведомый преобразователь) — устройство, которое преобразует электричество постоянного тока (DC) в переменный ток (AC) для подачи энергии в электрическую сеть; обычно 120 вольт переменного тока частотой 60 Гц или 240 В переменного тока частотой 50 Гц. Grid-tie-инверторы устанавливаются между местными источниками энергии: солнечными батареями, ветрогенераторами, гидроэлектростанцией, и электрической сетью. Развитие альтернативной энергетики и стимулирование властями данного направления  привело к массовой установке сетевых инверторов в обычных домохозяйствах, которые генерируют электроэнергию из возобновляемых источников энергии (ВИЭ). Так же главной целью инвертора является точная передача напряжения. 
Отличие от традиционного инвертора, который преобразует постоянный ток в переменный, в том, что он следит за фазой и частотой сети, куда подаётся энергия.
Для эффективной и безопасной передачи электроэнергии в сеть grid-tie инверторы должны точно следить за напряжением и фазами синусоидальной формы сети переменного тока(AC).
Некоторые энергетические компании платят за электроэнергию, которая передаётся в общую сеть. В России законодательство разрешает частным лицам продавать электроэнергию, начало было положено 28 декабря 2010 года  в N 35-ФЗ «Об электроэнергетике» . В данных поправках предусматривается введение механизма развития сектора производства электроэнергии на основе использования возобновляемых источников энергии (ВИЭ) – заключение долгосрочных договоров купли-продажи мощности по особой цене. В 2017 году правительством РФ был одобрен план по стимулированию микрогенерации на основе возобновляемых источников энергии (ВИЭ) до 15 кВт, гарантирующие поставщики электроэнергии будут обязаны выкупать произведенную электроэнергию у населения, эти доходы не будут облагаться налогами.

## Принцип работы
Сетевые инверторы преобразуют электроэнергию постоянного тока в энергию переменного тока, подходящую для подачи в общую электросеть. Сетевой инвертор (GTI) должен следить за фазой сети и, с очень высокой точностью, непрерывно поддерживать выходное напряжение немного выше напряжения сети. Высококачественный современный сетевой инвертор имеет фиксированный коэффициент мощности — он выдаёт прецизионное выходное напряжение и ток, а опережение фазы находится в пределах 1 градуса от сети переменного тока. Инвертор управляется микропроцессором, который следит за текущей формой сетевого напряжения переменного тока и выводит напряжение, точно соответствующее напряжению сети. Тем не менее, необходима подача и реактивной мощности в сеть для поддержания напряжения в локальной сети внутри допустимых значений. Иначе возможны перенапряжения в сети в мощных системах, когда генерация энергии достигает своего пика, например около полудня от солнечных панелей.
Grid-Tie инверторы также имеют важную функцию для быстрого отключения от электросети, если напряжение в общей электросети пропадает по каким-то причинам. Это требование Национального электрического стандарта США(NEC)  гарантирует отключение сетевого инвертора, чтобы электросеть была обесточена при обслуживании работниками электрических сетей.
Правильно установленный сетевой инвертор позволяет использовать домохозяйству альтернативную систему выработки энергии, такую как солнечная или ветряная энергия, практически не требует обслуживания и каких-либо батарей. Если энергии альтернативных источников недостаточно, то недостаток мощности автоматически будет поступать из электрической сети.

## Типы преобразователей

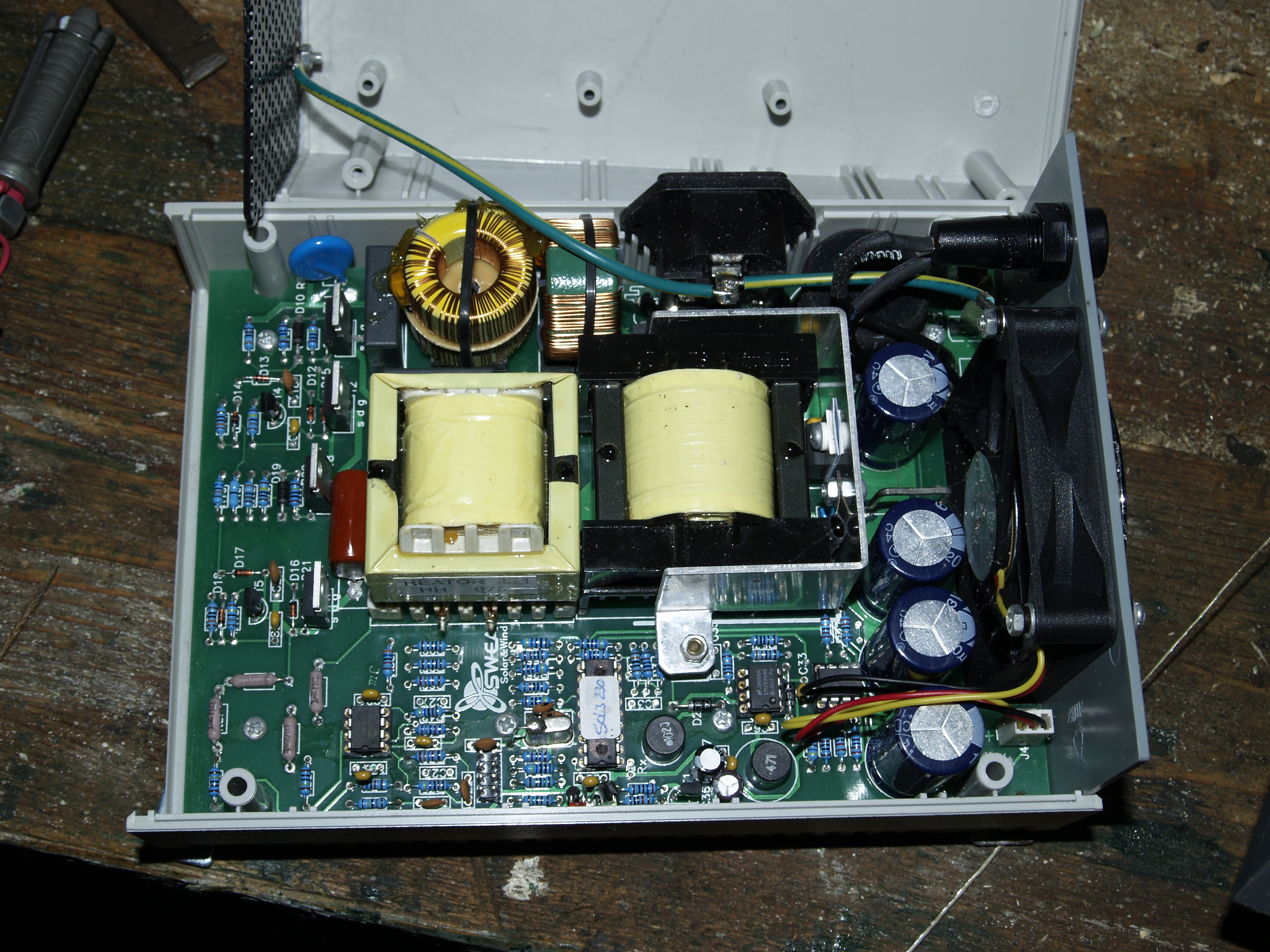
Так выглядят начинка SWEA 250W трансформаторного сетевого инвертора

Сетевые инверторы подразделяются на традиционные низкочастотные трансформаторные, более современные высокочастотные трансформаторные, позволяющие использовать трансформаторы меньших габаритов и бестрансформаторные.

Низкочастотные инверторы преобразуют постоянный ток сразу в переменный ток, подходящий для электросети. Высокочастотные инверторы, управляемые микроконтроллером, преобразуют постоянный ток в переменный на высокой частоте, затем выпрямляют до постоянного и уже тогда преобразуют в конечное выходное напряжение переменного тока, подходящее для электросети. Бестрансформаторные инверторы, популярные в Европе, легче, меньше и эффективнее своих трансформаторных собратьев. Но бестрансформаторные варианты сетевых инверторов очень долго не могли попасть на рынок США из-за противодействия регулятора, который заявлял, что без гальванической развязки подобные устройства представляют потенциальную опасность и могут нарушить работу электросети в нестандартных условиях

## Оплата подачи электроэнергии в сеть
Электроэнергетические компании, в некоторых странах, платят за электроэнергию, которая вводится в общую электрическую сеть. Оплата устроена несколькими способами.
В системе чистого измерения компания платит за электричество полезной мощности вводимого в электрическую сеть, зафиксированную электросчетчиком. Например, клиент может потреблять 400 киловатт-часов в течение месяца и может вернуть 500 киловатт-часов в энергосистему в том же месяце. В этом случае электрическая компания заплатит за 100 киловатт-часов баланса мощности, подводимой обратно в электрическую сеть. В США чистая политика учета варьируется в зависимости от юрисдикции.
Зелёный тариф выдаётся на основании договора с распределительной компанией или иным органом питания, где клиент оплатил электроэнергию, переданную в электросеть.
В Соединенных Штатах системы подачи электроэнергии в общую сеть описаны в Национальном электрическом стандарте США(NEC), которые также предусматривают требования к сетевым инверторам.
В России внесении изменений в Федеральный закон «Об электроэнергетике» в части развития микрогенерации сделаны в 2019 году. Для подключения объекта микрогенерации необходимо взаимодействовать с двумя компаниями, это сетевая компания и энергосбытовая компания. Все заявки в электронном виде подаются на Портале электросетевых услуг Форма заявки содержится в приложении №7 к закону, и она формируется автоматически при заполнении всех данных объекта на портале. Сетевая компания принимает вашу заявку, присваивает ей номер, по которому в дальнейшем можно будет отслеживать статус выполнения работ, рассматривает вашу заявку, обычно, в течение 1-2 недель. Если каких-то данных не хватает, то сетевая компания может либо попросить предоставить их, либо аннулировать заявку, тогда заявку нужно будет подавать снова уже с дополненных комплектом документов. Если с документами всё в порядке, то сетевая компания:
- через ЛК присылает договор и счёт на оплату за услуги технологического присоединения.
- через ЛК присылает уведомление, что оплата поступила
- через ЛК присылает техусловия (ТУ) которые должен выполнить заявитель
- монтирует двунаправленный счётчик
- выдаёт комплект документов о выполненни ТУ и ввода в эксплуатацию двунаправленного счетчика.

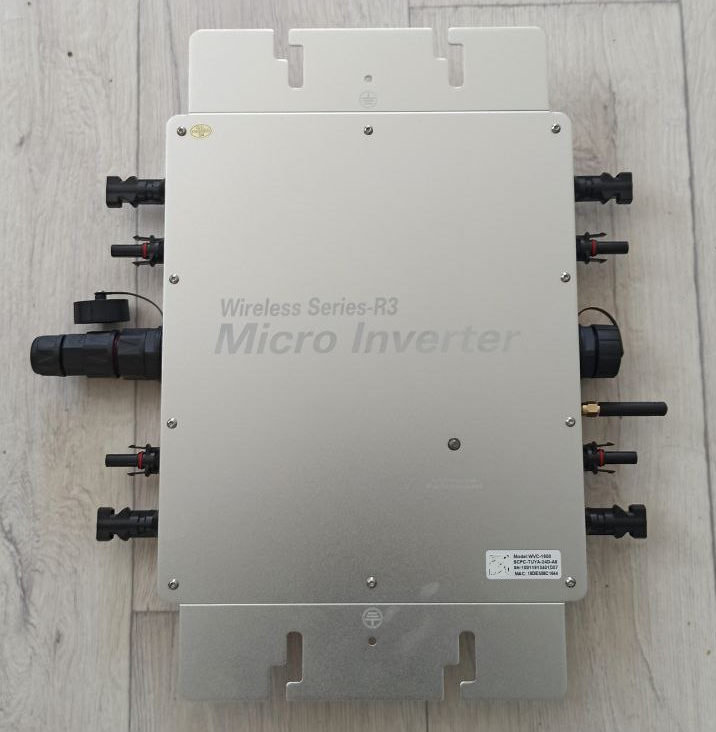
Grid-tie микроинвертор WVC-1600 с встроенными разъемами для подключения солнечных панелей

На этом процедура технологического присоединения объекта микрогенерации завершена.
После завершения техприсоединения объекта микрогенерации, необходимо заключить договор купли-продажи с энергосбытовой компанией.

## Электрическая сеть как большой аккумулятор
Традиционно, и особенно там, где нет электрической сети, накопление энергии от солнечных батарей, ветрогенераторов, минигидроэлектростанций происходит в аккумуляторах. Накопление энергии требуется для сглаживания пиков потребления нагрузки и неравномерности выработки энергии, таких как фотоэлементы, которые ночью и при сильной облачности практически перестают выдавать энергию. Стоимость аккумуляторов, которые имеют достаточно ограниченный срок службы (например, 3—5 лет для свинцовых аккумуляторов) вносит очень заметный вклад в конечную стоимость выработанной электроэнергии из возобновляемых источников и получается существенно выше, чем электроэнергия, получаемая сейчас в промышленных масштабах: от атомных электростанций, гидро и газогенераторов.  Аккумуляторы являются самым слабым звеном в альтернативной энергетике.  Гелевые и литий-ионные аккумуляторы прослужат дольше, до 10 лет, но они и стоят в 5 раз дороже обычных аккумуляторов.
Химический электроаккумулятор не единственный способ накопления энергии, но чаще всего оптимальный по затратам на внедрение. В ГАЭС используется принцип гидроаккумуляции, но первоначальные затраты на строительство и эксплуатацию всё также высоки и большая зависимость от природно-климатических условий.

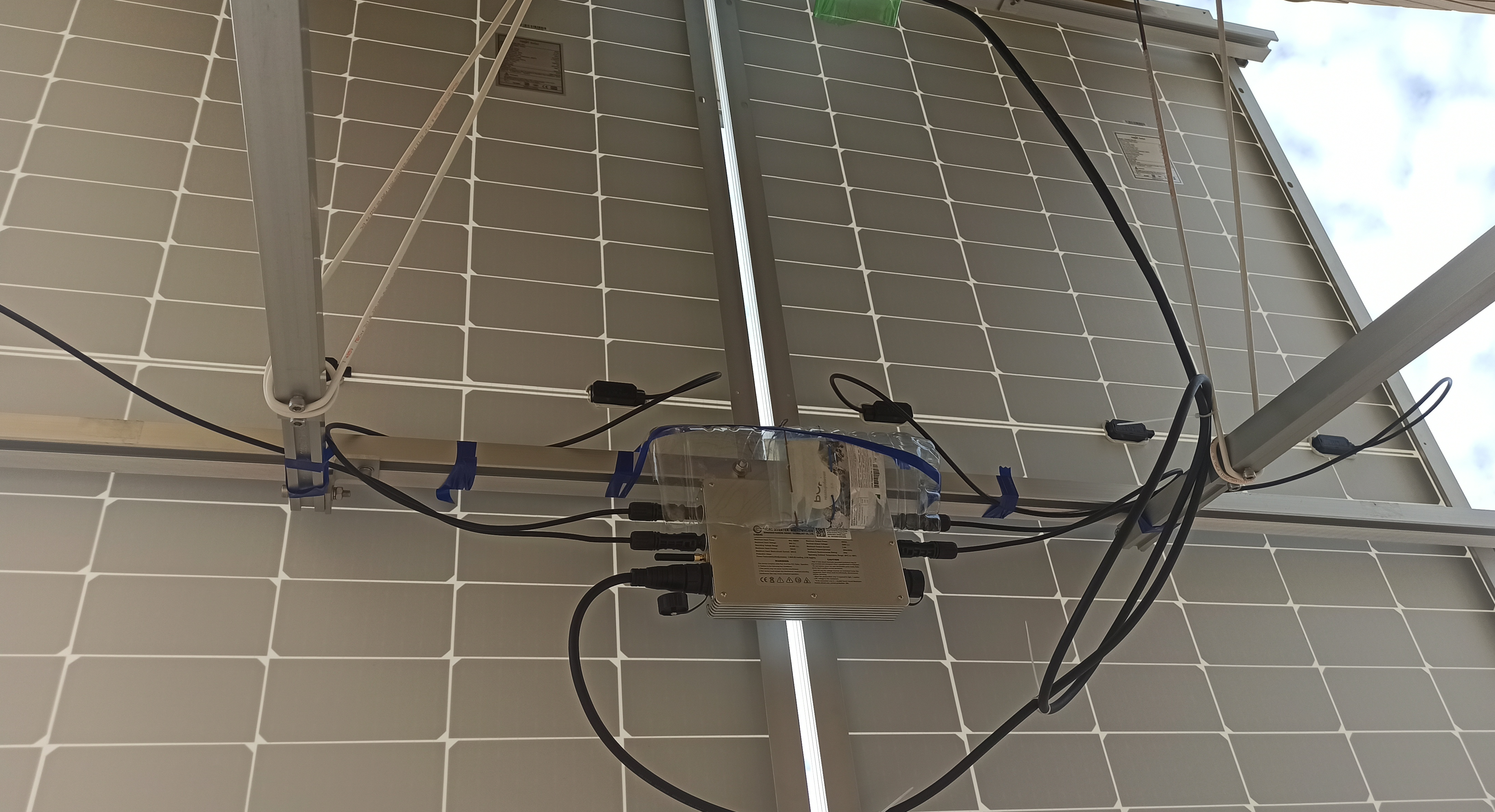
установка Grid-tie микроинвертор WVC-800 на обратной стороне солнечной панели

Практически всех этих минусов лишена возможность подавать энергию сразу тем, где она требуется в данный момент, а именно в энергетическую сеть. Избыток выработанной сети зелёная энергетика с помощью Grid-tie инвертора подаёт сразу потребителям, которые в ней нуждаются, а в те моменты, когда генерация энергии прекращается (например, ночью для солнечных панелей) потребители получает энергию из общей системы, генерируемую из других источников.
Проблемы могут начаться, если энергетическая сеть разрознена, нет единой энергосистемы или не хватает/нет достаточной мощности линий энергопередачи для сброса излишков электроэнергии. В 2017 году с такой проблемой столкнулся штат Калифорния, США . В этом штате так много солнечных электростанций и так мало мощностей для накопления сгенерированной электроэнергии, что приходится останавливать электростанции или отдавать лишнюю энергию в соседние штаты по отрицательной цене, то есть приплачивать за её использование, лишь избежать перегрузки своих сетей.